# Cẩm Ly

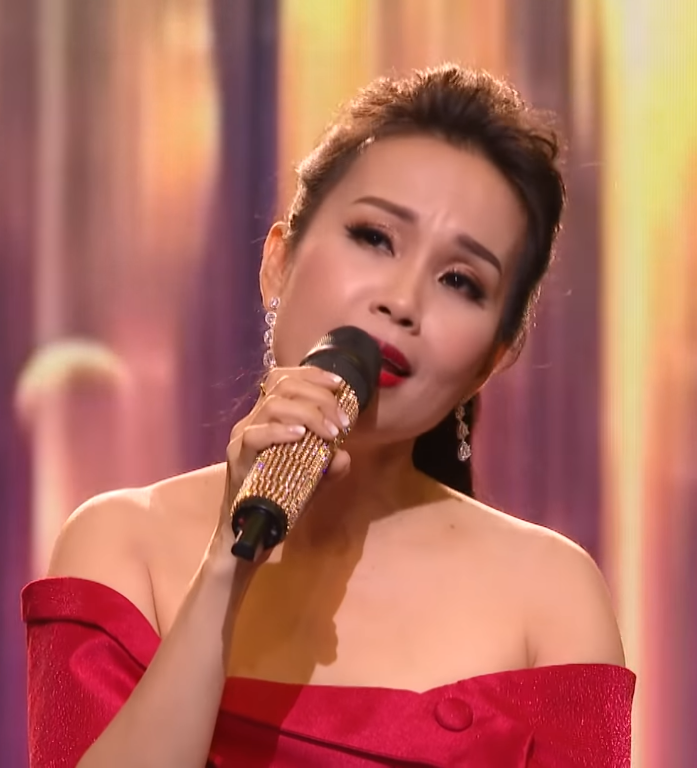
Cẩm Ly

Cẩm Ly is een zangeres uit Saigon, (Vietnam). Ze is de zus van de eveneens zingende Minh Tuyêt.

## Biografie
Cẩm Ly is buiten Vietnam nauwelijks bekend. Ze gebruikt over het algemeen eenvoudige westerse muziekstijlen, maar combineert dat met een pure stem en een Aziatisch vibrato. Soms zingt ze samen met Quoc Dai.

## Nummers
Cẩm Ly heeft erg veel nummers uitgegeven, waarvan er veel op elkaar lijken. Een groot gedeelte zijn eenvoudige discosingles, waarin veel elektronica wordt gebruikt. In andere nummers hangt ze meer aan tegen traditionele Vietnamese stijlen.
Voorbeelden zijn:
- Mua dong cua anh
- Huong tham
- Canh Chim Lac Loai
- Hoa Muoi Gio (met Quoc Dai)